# Goryeong Gaya

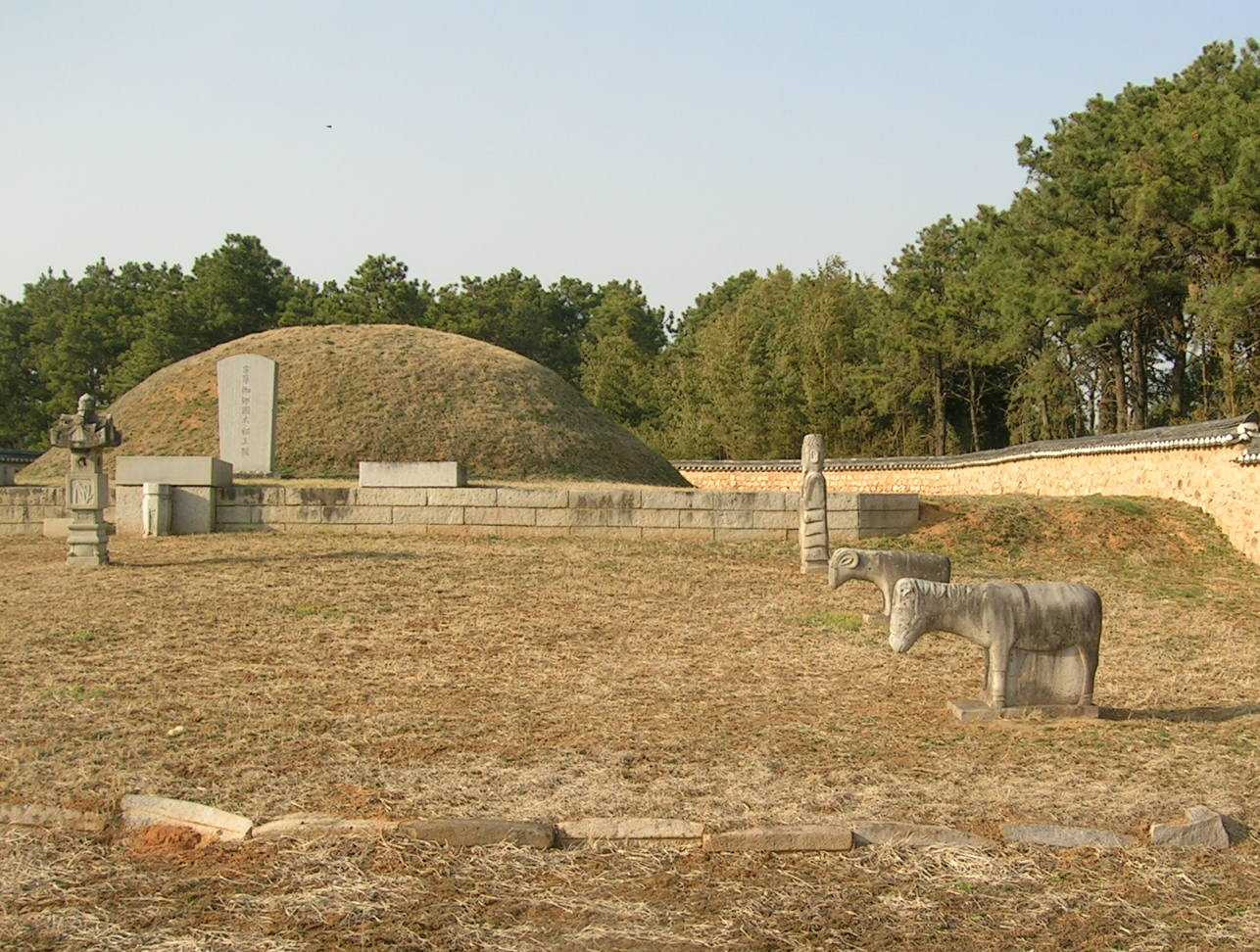
Tomba atribuida al fundador de Goryeong Gaya, a Hamchang-eup, Sangju, Gyeongsangbuk-do, Corea del Sud

Goryeong Gaya fou un dels estats tribals que va formar part de la confederació de Gaya a Corea al segle i aC. El seu centre fou Sangju a uns 160 km al sud-est de Seul. Va ser absorbit pel regne de Silla el 562.